# Джелели
Джелели (на гръцки: Τσελελή) е бивше село в Гърция в дем Кожани, област Западна Македония.

## География
Селото е било разположено в землището на село Харавги (Джума).

## История
В преброяването от 1913 година е регистрирано като турско селище със 124 души, а в това от 1920 година с 91. В 1923 година турското му население се изселва в Турция по силата на Лозанския договор и селото е закрито след 1928 година.
| Година    | 1913 | 1920 | 1928 | 1940 | 1951 | 1961 | 1971 | 1981 | 1991 | 2001 | 2011 | 2021 |
| --------- | ---- | ---- | ---- | ---- | ---- | ---- | ---- | ---- | ---- | ---- | ---- | ---- |
| Население | 124  | 91   | 0    |      |      |      |      |      |      |      |      |      |